# تضمين المتجه الفضائي
تضمين المتجهات هي في علم اللإلكترونيات هي وسيلة للتحكم بالمحركات الكهربائية الهندسية (آلات كهربائية هندسية) عن طريق تعديل عرض النبضة.
الفائدة من التضمين الفضائي هي ان عدد المتغيرات في هذه الحالة يصبح اثنين فقط: الزاوية والقيمة المطلقة للمتجة وهي تكفي هنا من أجل حساب كثافة الفيض المغناطيسي في الآلة المهربائية.

## طريقة العمل

### المتطلبات الأساسية

3 انصاف جسر (المفتاحين العلوي و السفلي)

عند صياغة انظمة التيار المتغير كالتيار ثلاثي الأطوار (راجع: تيار ثلاثي الأطوار) فاننا بحاجة إلى نصف جسر لكل من هذه الأطوار (HB1, HB2, HB3). بهذه الطريقة يمكن ربط فروق الجهد الخارجية (Eng: Output Voltage) اما بالجزء الموجب أو بالجزء السالب لحلقة الوصل "Udc".
كما يلاحظ من الصورة فان مفتاحا واحدا ممكن ان يكون مغلقا (موصلا للتيار) في ان واحد، والا فانه يحدث تماس بين الأطوار إذا ما كان أكثر من مفتاح مغلق (موصل) في نفس الوقت وهو ما يجب تجنبه في كل الالات الكهربائية. من هذا ينتج ان كل «نصف جزء» له حالتين: المفتاح العلوي موصل: "1" أو المفتاح السفلي موصل "0".

### وضعيات المتجه
كل «نصف جسر» لديه حالتين (0 أو 1) وفي حالة التيار ثلاثي الأطوار فان مجموع الحالات (2)^3، أي 8 حالات توصل فيها المفاتيح بصور مختلفة مما ينتج 8 فروق جهد مختلفة بين الأطوار وبذلك ينتج متجه فضائي مختلف (طولاً وزاويةً) كما في صورة «تضمين المتجه».

تضمين المتجه: الحالات الثمانية

| وضعيات المتجه | نصف الجسر 1 SU1/SU0 | نصف الجسر 2 SV1/SV0 | نصف الجسر 3 SW1/SW0 | UUV  | UVW  | UWU  |
| ------------- | ------------------- | ------------------- | ------------------- | ---- | ---- | ---- |
| U0            | 0                   | 0                   | 0                   | 0V   | 0V   | 0V   |
| U1            | 1                   | 0                   | 0                   | +UDC | 0V   | -UDC |
| U2            | 1                   | 1                   | 0                   | 0V   | +UDC | -UDC |
| U3            | 0                   | 1                   | 0                   | -UDC | +UDC | 0V   |
| U4            | 0                   | 1                   | 1                   | -UDC | 0V   | +UDC |
| U5            | 0                   | 0                   | 1                   | 0V   | -UDC | +UDC |
| U6            | 1                   | 0                   | 1                   | +UDC | -UDC | 0V   |
| U7            | 1                   | 1                   | 1                   | 0V   | 0V   | 0V   |

### التضمين

تفعيل فرق الجهد Ua

حتى يتم تضمين فرق الجهد كل حالات الآلة الكهربائية (كثافة الفيض المغناطيسي) الهندسية بشكل (موجة الجيب Engl. sinus wave) تستخدم طريقة تعديل النبض. إذا أردنا مثلا ان نحصل على Ua بزاوية منتصفة بين U1 و U2 فلا بد من ان يوجد كل من فرقي الجهد (U1 و U2) لنفس الوقت بالتبادل كفرق جهد خارجي (إذا كانت مدة U1 مثلا 3 ms فلا بد ان تكون مدة U2 أيضا 3 ms) حتى تقع زاوية المتجه تماما بالنصف.
الفترة الزمنية التي يتواجد فيها فرق جهد معين تعتمد على التردد التي يتم به فتح واغلاق المفاتيح.
من هنا فان النسبة بين وقت تواجد فرقي الجهد هو المقياس للمتجه الفضائي الناتج (طولاً وزاويةً).

حسب التأخير الوقتي لفرقي الجهد U1 و U2 تتغير قيمة المتجه